# Taula de Peutinger

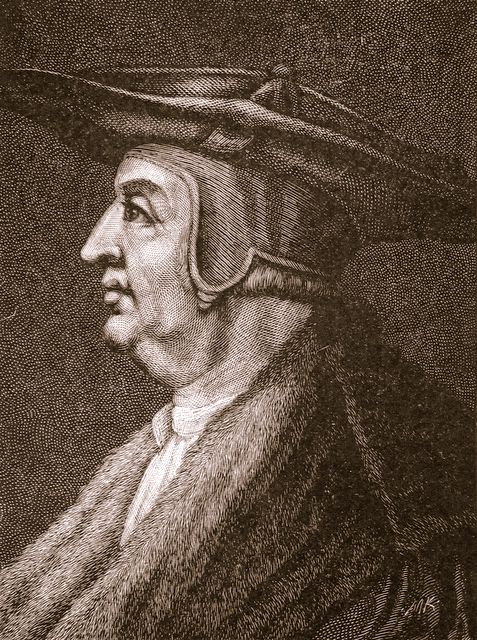
Conrad Peutinger

La taula de Peutinger (o Tabula Peutingeriana) és un pergamí conservat a la Biblioteca imperial de Viena. El va fer un monjo de Colmar al segle xiii copiant un document originari més vell avui dia perdut, que es va realitzar segurament en temps de l'Imperi Romà entre els segles i i iii.
La carta va passar a possessió de Conrad Meissel (Celtis Protucius), que la va descobrir a Worms i la va donar el 1507 a un antiquari d'Augsburg, de nom Conrad Peutinger, que la va conservar amb cura i hi va fer algunes anotacions. Després de la seva mort el 1564, el document fou comprat per la Biblioteca imperial de Viena, que li va donar el nom del propietari.
Welser en va publicar fragments el 1591 i una edició completa es va fer el 1773. Una explicació completa i corregint alguns errors fou feta per Ernest Desjardins el 1867.
El mapa original (només n'han sobreviscut còpies) va ser realitzat a partir del segle iv, ja que apareix Constantinoble, que va ser fundada l'any 328. Cobreix Europa, parts d'Àsia (Índia) i Àfrica del Nord. El nom del mapa prové de Konrad Peutinger, un humanista alemany dels segles xv i xvi.
La còpia més antiga de la taula de Peutinger que ha arribat als nostres dies va ser realitzada per un monjo de Colmar al segle xiii. És un rotllo de pergamí de 0,34 m d'alt i 6,75 m de llarg, que va ser dividit en 12 fulls o segments. El primer, que pertanyeria a Hispània (Espanya i Portugal) i la part oest de les Illes Britàniques, ha desaparegut. Es conserven els 11 fulls restants.
És un mapa molt esquemàtic: les masses de terra estan distorsionades, especialment en la direcció est-oest. Mostra molts assentaments romans, les carreteres que els uneixen, rius, muntanyes i mars.
Les distàncies entre els assentaments també estan incloses. Les ciutats més importants de l'imperi, Roma, Constantinoble i Antioquia, estan representades amb una decoració especial.

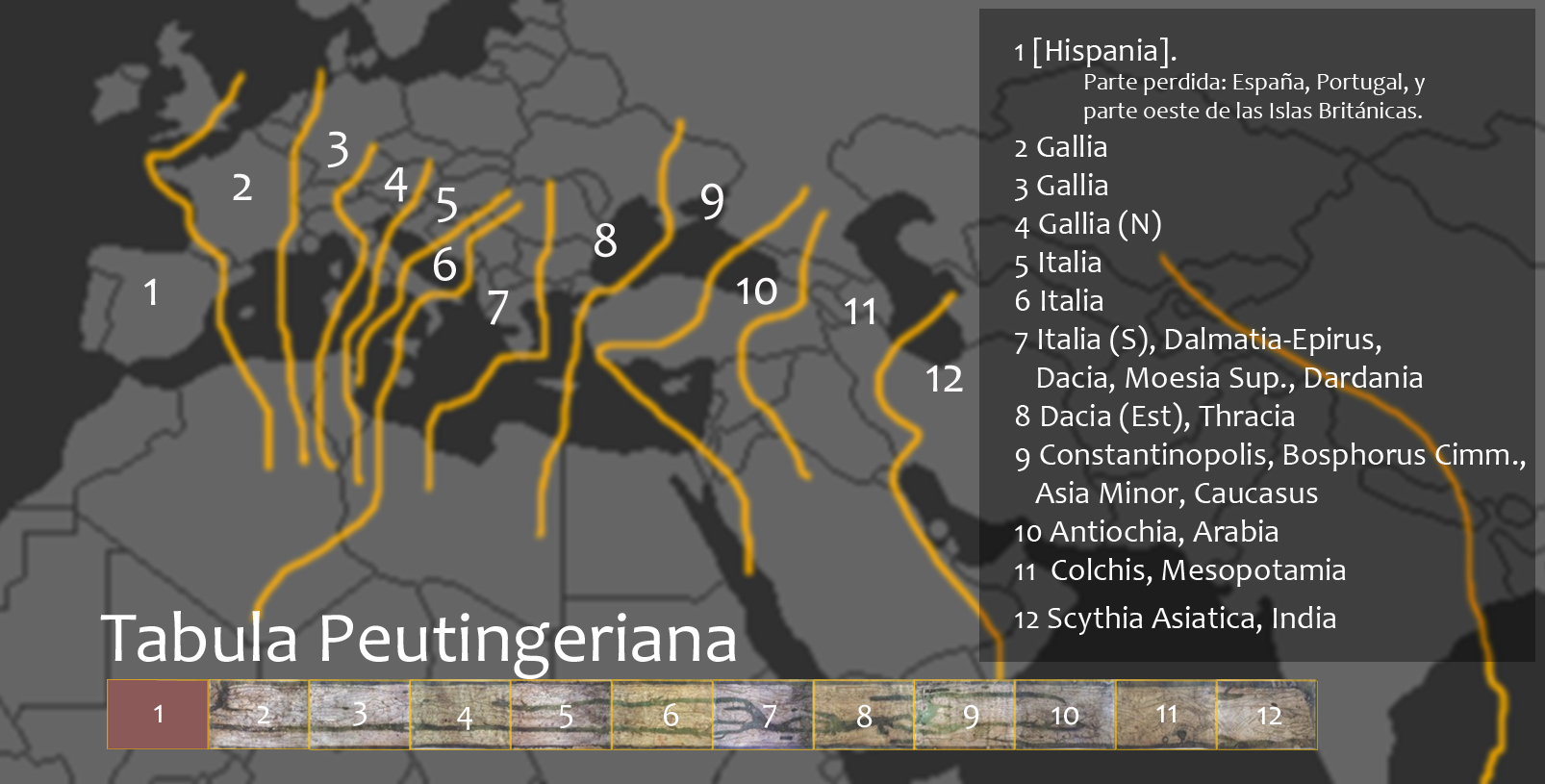
Aproximació a la realitat cartogràfica dels 12 segments de la Tabula Peutingeriana

## Polèmica
Hi ha dubtes sobre si s'hauria d'anomenar mapa la taula de Peutinger, ja que no intenta representar les formes reals del terreny. Es creu que la taula es basa en "itineraris", o llistes de destinacions al llarg de les calçades romanes. Els viatgers no tenien res tan sofisticat com un mapa, però necessitaven saber el que tenien per davant en la calçada que quedava. La taula de Peutinger representa aquestes calçades com una sèrie de línies paral·leles al llarg de les quals s'han marcat les destinacions. La forma de les pàgines del pergamí explica la forma rectangular.
No obstant això, una vaga semblança amb la Terra de Ptolemeu dona arguments als que defensen que el desconegut autor procurava fer una representació més o menys fidel de la Terra.

## Altres fonts antigues per a l'estudi de les calçades romanes

### Península Ibèrica
- Itinerari d'Antoní
- Vasos de Vicarello
- Anònim de Ravenna
- Taules de fang d'Astorga
- Tegula de València
- Guidonis Geographica
- Itinerarium maritimum